# Vicente de Santa María (sacerdote español)
Vicente de Santa María (1742 – 16 de julio de 1806) fue un sacerdote franciscano español que acompañó al explorador Juan de Ayala como capellán a bordo del San Carlos en la exploración de la Bahía de San Francisco, siendo los primeros europeos que cruzaron el Golden Gate.  Nacido en el municipio de Aras en Navarra, España. Santa María fue enviado a México (Nueva España) e ingresó en el seminario del Colegio de San Fernando en 1769.  Santa María escribió detallados informes de su viaje a bordo del San Carlos y sobre los indígenas que habitaban el área de la bahía de San Francisco antes de la colonización española.  Más adelante sirvió en la Misión San Francisco de Asís en San Francisco y en la Misión de San Buenaventura en Ventura, California, donde murió en 1806.

## Nacimiento y niñez
Nació en 1742 en el municipio de Aras (Navarra) que en aquel entonces era un barrio del concejo de Viana.

## Educación
Ingresó en la orden franciscana el 17 de octubre de 1759 en el hoy desaparecido convento de San Francisco de Estella (Navarra). Perteneció durante 10 años a la provincia franciscana de Burgos hasta que toma la decisión, y es aceptada por sus superiores, de partir a la misiones de América, siendo destinado a Nueva España.

## Misionero

### Viaje a Nueva España
Salió del puerto de Cádiz hacia Nueva España y llegó a la Ciudad de México en 1769, instalándose en el Colegio de San Fernando. 

### Colegio de San Fernando de México
El Colegio de San Fernando de México, formaba parte de un conjunto de colegios franciscanos de propaganda fide  destinados a la concentración de los sacerdotes y religiosos que llegaban a las colonias y a su formación como misioneros antes de ser enviados a sus destinos. Este colegio había sido fundado en 1732 y en él residió Santa María hasta que fue destinado a las misiones de California.

### California

#### Baja California
Tras la expulsión de los jesuitas de los territorios de la Corona española en 1767 las misiones de estos en pasaron a manos de franciscanos y dominicos aumentando la necesidad de sacerdotes y religiosos para cubrir esas plazas. Santa María es destinado a servir en las misiones de Baja California (México), que habían sido fundadas por los jesuitas setenta años atrás. En la exploración y en la fundación de las primeras misiones en esta región había participado el jesuita, y también vianés, Pedro Matías de Goñi. 

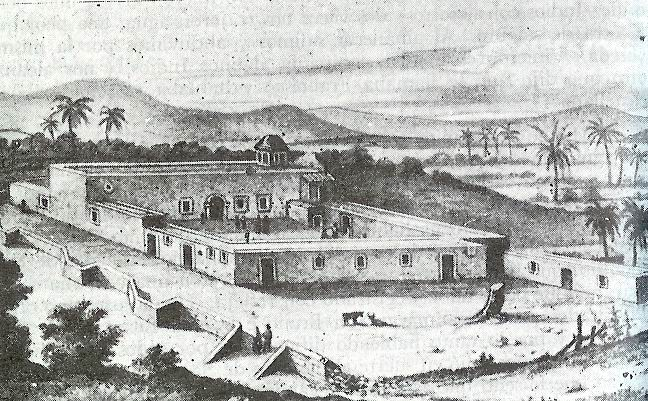
Misión de Nuestra Señora de Loreto en el.

En compañía de otro religioso se dirigió hacia el puerto de San Blas de Nayarit, cruzando Nueva Galicia. Por el camino misionó en algunos poblados de la región de Nayarit. Luego se instaló en San Blas a la espera del barco que le llevara a la misión de Loreto en la costa este de la península de California, 
San Blas era por esas fechas el puerto novohispano más importante ubicado al norte del Océano Pacífico. Era la base naval de las rutas a Sonora y a las Californias, y de las expediciones españolas hacia las regiones, todavía desconocidas, del Pacífico Norte. 
Embarcó en febrero de 1771, y tras un viaje lleno de percances e incidentes, llegó a la misión de Loreto en el mes de noviembre. Cuando las misiones franciscanas de Baja California pasaron a ser administradas por los dominicos en 1773, Santa María volvió a San Blas y se instaló en el convento de la Santa Cruz de Zancande (Tepic) a la espera de nuevo destino.

#### Capellán del navío San Carlos
Las instrucciones que fray Vicente recibió de sus superiores fueron las de que, en lugar de regresar al Colegio de San Fernando, embarcara como capellán del paquebote San Carlos que formaba parte de la flota que a las órdenes del general Bruno de Heceta se estaba preparando para explorar las costas de la Alta California, en concreto para comprobar si había asentamientos rusos en la costa y para examinar la bahía de San Francisco. 
La flota zarpa de San Blas a principios de 1775, pero a pocas millas el comandante del San Carlos se volvió loco. Tras nombrar capitán de la nave a Juan de Ayala, se le ordena dejar al enfermo en San Blas y retornar a la flota cuanto antes. Ésta se dividió en dos, dos naves continuaron hacia el norte y el San Carlos, tras dejar Monterey (California) el 26 de julio después de cargar víveres, entró en la bahía de San Francisco el 5 de agosto de 1775 atravesando el estrecho que hoy se conoce como Golden Gate. Así fray Vicente y la tripulación del San Carlos se convirtieron en los primeros europeos conocidos que pasaron por ese estrecho, anclando en una cala detrás de la isla Ángel. Santa María fue comisionado para hacer un reconocimiento por la bahía. Llegó a Punta de Lobos donde plantó una cruz y dejó a su pie dos cartas destinadas a la expedición formada por 240 personas —incluidos frailes, soldados y colonos con sus familias— y más de mil animales que con el mismo destino saldría más tarde por tierra y capitaneada por Juan Bautista de Anza. Una vez cumplida su misión el San Carlos volvió a Monterrey donde se juntó de nuevo la flota. Para septiembre llegó el San Carlos a San Blas y fray Vicente se instala de nuevo en el convento de la Santa Cruz de Tepic desde el que escribe una informe detallado de su viaje incluyendo un mapa. Así mismo escribe varias cartas a su superior en las que manifiesta "la ninguna gana que me ha quedado de volver a aquellas tierras con semejante empleo por ser nada apetecible y de ningún provecho para nosotros" y no quire seguir siendo capellán de barco "que de capellán no me atrevo a volver, y más yendo solo porque la navegación es larga, los peligros son muchos, y no manifiesto a vuestra reverencia otros infinitos motivos que tengo para no aceptar semejante empleo, y aún más digo a vuestra reverencia que aunque fuese para quedarme en las misiones, yendo solo no me atrevo".
Sin embargo tuvo que embarcarse de nuevo en el San Carlos en el mes de marzo de 1776, destino a Monterrey, si bien en este viaje fue acompañado del padre Nozedal, fueron tratados con "gran estimación y aprecio" por el capitán, y no hubo incidentes. Llegaron a Monterrey el 3 de junio y fray Vicente se entrevistó con el teniente de la expedición de Anza que había llegado a Monterry siguiendo la nueva via terrestre desde Sonora. También se entrevistó con fray Junípero Serra, Francisco Palou y Pedro Cambó que se habían unido en San Gabriel a esta expedición con destino a la bahía San Francisco para establecer allí una misión y un presidio.

#### Misión de San Francisco
1777 - 1782
Santa María, que estaba en San Francisco en calidad de supernumerario auxiliando a los padres fray Francisco Palou y fray Pedro Benito Cambon,[ 38 ] al retirarse este último temporalmente por enfermedad, tuvo que quedarse con la autorización de fray Junípero al lado del padre Palou, junto con otro religioso que fungía como capellán y quien solicitó ser adscrito a las misiones. Estos dos religiosos, Santa María y fray Matías Noriega como se llamaba el capellán, por su carácter despertaban cierta desconfianza en el padre Serra, quien al comunicar al padre Rafael Verger, por entonces guardián, su decisión, le indicaba: "A la verdad no quedó muy satisfecho de los dos genios que acá se quedan con dicho padre Palou. Yo deseaba el otro capellán, pero no lo he podido lograr: paciencia"

#### Misión de San Buenaventura
se fundó el 31 de mayo de 1782, habiendo quedado encargados de ella fray Francisco Dumetz y fray Vicente de Santa María, a quienes se asignó en ese puesto en mayo de 1782.